# Criorhina
Criorhina is een vliegengeslacht uit de familie van de zweefvliegen (Syrphidae).

## Soorten
- C. asilica

Bij-woudzwever (Fallen, 1816)
- C. aurea Lovett, 1919
- C. berberina

Kleine woudzwever (Fabricius, 1805)
- C. brevipila Loew, 1871
- C. bubulcus (Walker, 1849)
- C. caudata Curran, 1925
- C. coquilletti Williston, 1892
- C. floccosa

Pluimwoudzwever (Meigen, 1822)
- C. grandis Lovett, 1921
- C. kincaidi Coquillett, 1901
- C. latipilosa Curran, 1925
- C. lupina (Williston, 1882)
- C. mystaceae Curran, 1925
- C. nigripes (Williston, 1882)
- C. nigriventris Walton, 1911
- C. pachymera

Populierenwoudzwever (Egger, 1858)
- C. quadriboscis Lovett, 1919
- C. ranunculi

Hommelwoudzwever (Panzer, 1804)
- C. rufocaudata Nayar and Cole, 1968
- C. tricolor Coquillett, 1900
- C. verbosa (Walker, 1849)